# Rhimphoctona macdunnoughi
Rhimphoctona macdunnoughi là một loài tò vò trong họ Ichneumonidae.